# Ostabat (Pyrénées-Atlantiques)
Pour les articles homonymes, voir Ostabat.
Ostabat est une ancienne commune française du département des Pyrénées-Atlantiques. Le 13 juin 1841, la commune fusionne avec Asme pour former la nouvelle commune d'Ostabat-Asme.

## Géographie
Le village fait partie du pays d'Ostabarret, dans la province basque de Basse-Navarre.

## Toponymie
Son nom basque est Izura (« versant »).
Le toponyme Ostabat apparaît sous les formes 
Ostebad (1167, cartulaire de Sorde, page 45), 
Ostavayll (XIIe siècle, collection Duchesne volume CXIV, feuillet 161), 
Aussebat (1243, rôles gascons), 
Ostasvaylles (1350), 
Ostabailles (1383, titres de la Camara de Comptos), 
Ostavayt (1413), 
Sent-Johan d'Ostabat (1469, chapitre de Bayonne), 
Ostabag et Hostabat (1472 pour ces deux formes, notaires de Labastide-Villefranche, n° 2, feuillet 22), 
Nostre-Done de l'espitau d'Ostabat (1518, chapitre de Bayonne).
D'après Philippe Veyrin, bat provient du gascon et signifie « val ». Ostabat signifie « vallée de Hosta ».

## Histoire
Au Moyen Âge (dès le Xe siècle) Ostabat est une localité importante en raison du passage des pèlerins allant à Compostelle.
À la croisée de plusieurs chemins de Saint-Jacques-de-Compostelle, elle se trouvait au cœur d'un dispositif péager. Il y avait en 1350, deux hôtels, deux hôpitaux et d'une vingtaine d'auberges ; elle reçut jusqu'à cinq mille pèlerins.
Incendiée pendant les guerres de Religion, Ostabat obtint d'Henri IV en 1607 l'autorisation de construire des halles et de tenir un marché ainsi qu'une foire annuelle, comme « principale ville de commerce et de passage de notre dit Royaume de Navarre et Pais souverain de Béarn ».

## Démographie
| 1793 | 1800 | 1806 | 1821 | 1831 | 1836 |
| ---- | ---- | ---- | ---- | ---- | ---- |
| 326  | 302  | 332  | 376  | 438  | 424  |

## Municipalité
| Période                                  | Période | Identité           | Étiquette | Qualité |
| ---------------------------------------- | ------- | ------------------ | --------- | ------- |
| 1793                                     | 1795    | Arnaud d'Ilharre   |           |         |
| 1800                                     | 1807    | Jean Dametsague    |           |         |
| 1808                                     | 1814    | Jean Chancho       |           |         |
| 1815                                     | 1819    | Bertrand Patiant   |           |         |
| 1820                                     | 1835    | Jean Chancho       |           |         |
| 1835                                     | 1837    | Jacques Dujol      |           |         |
| 1838                                     | 1841    | Jean-Pierre Duhalt |           |         |
| Les données manquantes sont à compléter. |         |                    |           |         |

## Culture et patrimoine

### Pèlerinage de Compostelle
Ostabat est l'étape de pèlerinage où commence le chemin navarrais et où finissent la voie du Puy, la voie de Vézelay et la voie de Tours. A partir d'Ostabat, il n'y a plus qu'une seule voie qui passe par le col de Roncevaux et suit le Camino Francès à Puente la Reina-Gares jusqu'à Saint-Jacques-de-Compostelle. Située au confluent de 3 voies citées par Aimery Picaud, en fait cette jonction est faite à 7 km en amont du village, à la stèle de Gibraltar (Xilbaltarreko hilarria en basque), à Uhart-Mixe.
- Chapelle Saint-Nicolas d'Harambeltz[12]

Au sens large, Ostabat qui appartient à la Basse-Navarre, anciennement incluse dans le Royaume de Navarre, fait partie du Camino navarro.

### Patrimoine civil
Une étude sur la formation de la ville nouvelle d'Ostabat et un inventaire topographique ont été menés par le ministère de la Culture.

### Article(s) connexe(s)
- Anciennes communes des Pyrénées-Atlantiques